# Achipteriidae
Achipteriidae zijn  een familie van mijten. Bij de familie zijn 15 geslachten met circa 120 soorten ingedeeld.